# Titan (hrošč)
Titan (znanstveno ime Titanus giganteus) je vrsta hroščev iz družine kozličkov, ki živi v deževnih gozdovih severnega dela Južne Amerike in je znan zlasti kot ena največjih vrst žuželk, po čemer je dobil tudi ime.
O vrsti je zaradi odmaknjenega habitata in redkosti zelo malo znanega, celo velikost in teža nista bila nikoli sistematično izmerjeni, tako da trditve o rekordih še niso razrešene (med »tekmeci« za status največje žuželke so še drugi orjaški hrošči, kot so goljat, herkul in dva predstavnika rodu Megasoma), največji zabeleženi titan pa je meril 16,7 cm v dolžino. Po neobjavljenih podatkih naj bi titani povprečno dosegali 13,5 cm v dolžino, pri čemer je velikost variabilna in nekateri odrasli ne presegajo 10 cm, daljši od 15 cm pa so redki.
Odrasli titani živijo tri do štiri tedne in se v tem stadiju verjetno ne prehranjujejo. Kljub temu imajo izredno močne čeljusti, s katerimi lahko pregriznejo tudi svinčnik. Ličinke se, podobno kot pri sorodnih vrstah, verjetno prehranjujejo z odmrlim lesom.